# Dinodes dives gallaecianus
Dinodes dives gallaecianus é uma subespécie de insetos coleópteros pertencente à família Carabidae.
A autoridade científica da subespécie é Chaudoir, tendo sido descrita no ano de 1876.
Trata-se de uma subespécie presente no território português.